# قشلاق پیرانلو (خداآفرین)
قشلاق پیرانلو یکی از روستاهای استان آذربایجان شرقی است که در دهستان کیوان بخش مرکزی شهرستان خداآفرین واقع شده‌است.